# Bullards Bridge
Le Bullards Bridge est un pont routier américain dans le comté de Coos, en Oregon. Ce pont levant permet le franchissement du Coquille par l'U.S. Route 101 au sud de Bullards. Construit à partir de 1952, il est ouvert à la circulation depuis 1954.